# Poiseul-la-Ville-et-Laperrière
 Poiseul-la-Ville-et-Laperrière  là một xã thuộc tỉnh Côte-d’Or trong vùng Bourgogne-Franche-Comté miền đông nước Pháp.